# Stute

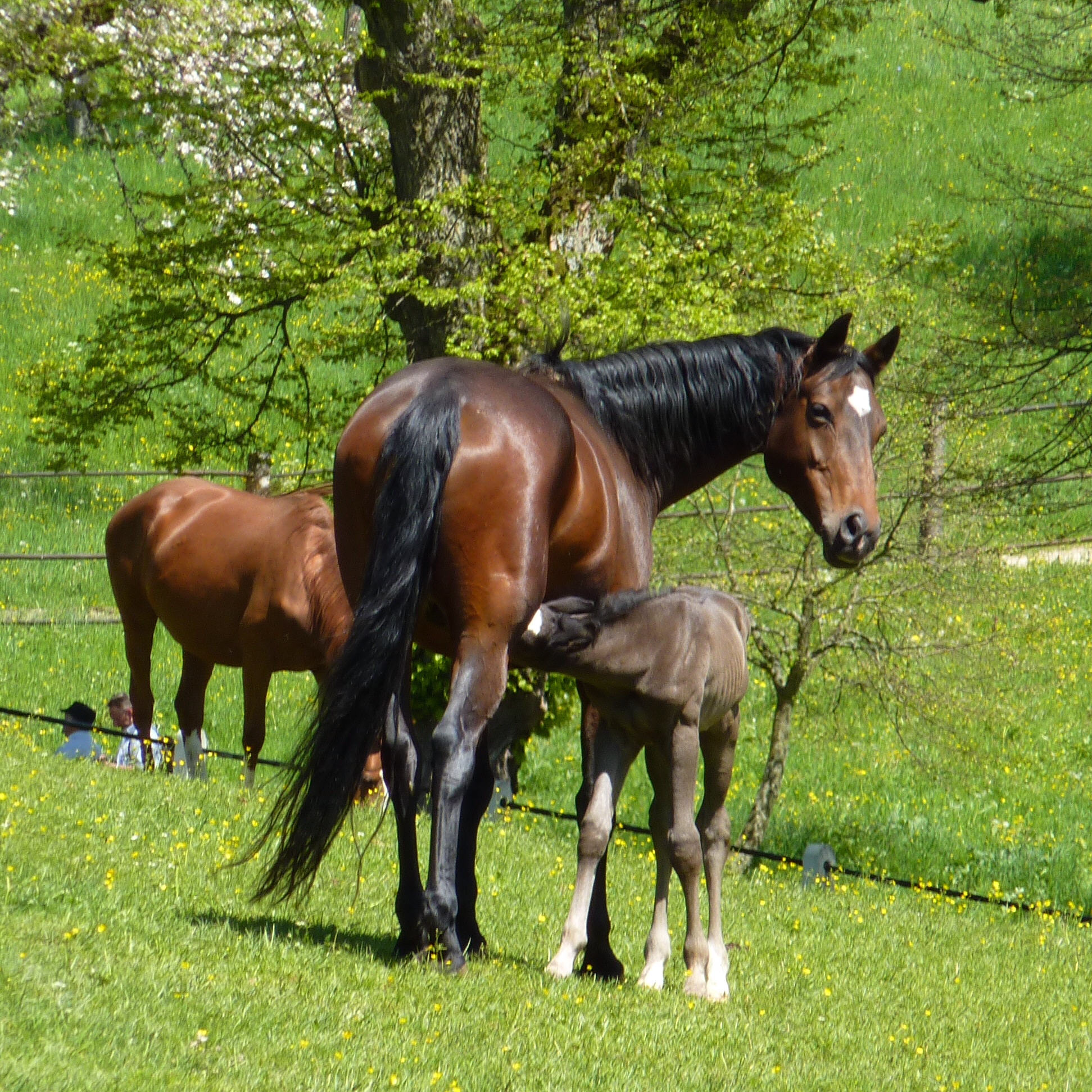
Säugende Stute mit Fohlen

Eine Stute ist ein weibliches Tier der Familien Pferde (Equidae) und Kamele (Camelidae). Das männliche Pendant zur Stute ist der Hengst. Der Begriff kommt aus dem Althochdeutschen „stuot“, was ursprünglich „Herde von (Zucht-)Pferden“, weibliches Pferd heißt.

## Pferdestute

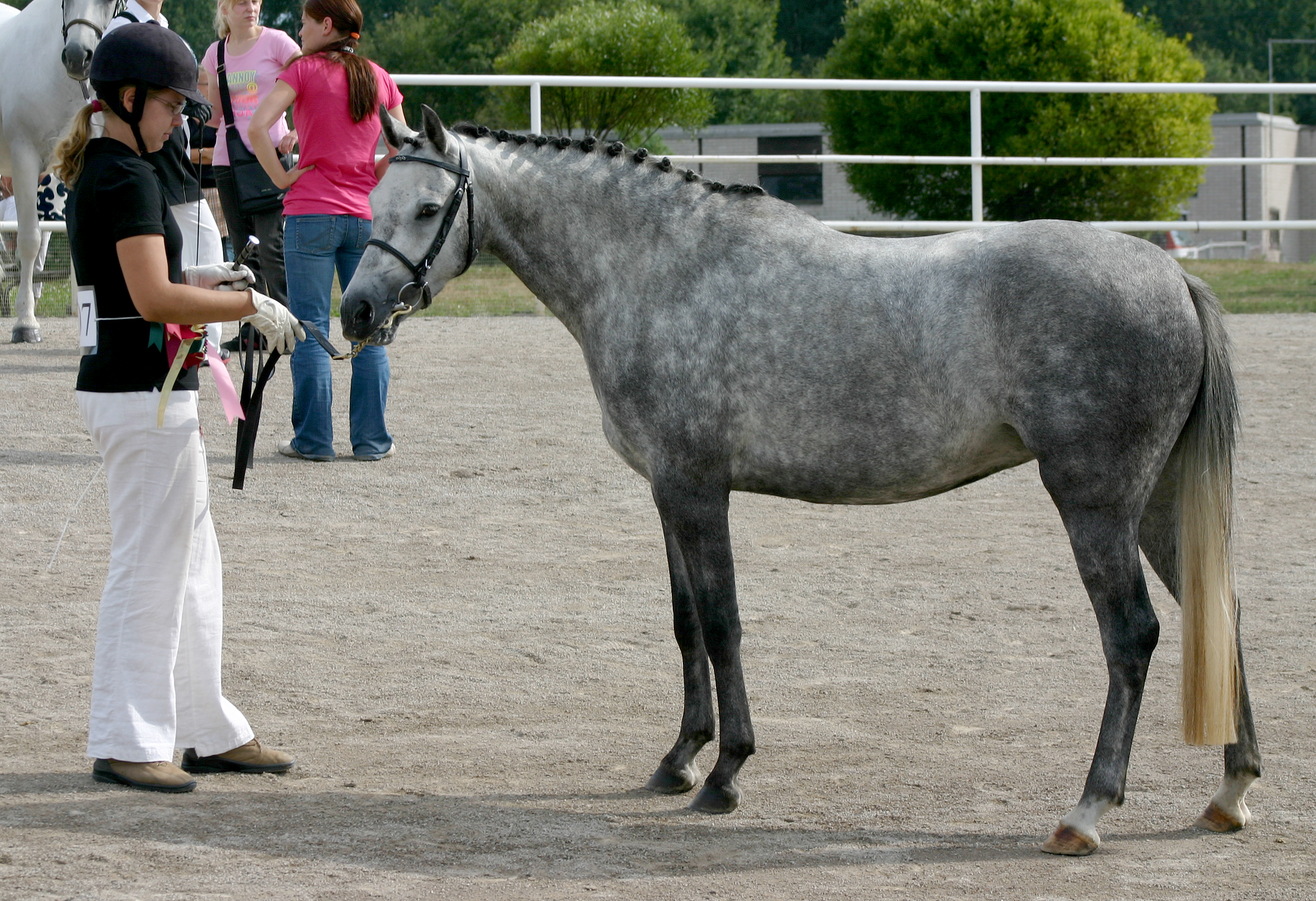
Vierjährige Welsh B-Schimmelstute

### Anatomie

#### Geschlechtsspezifische Unterschiede
Es gibt verschiedene Unterschiede, die sich zwischen Stute und Hengst zeigen. Zum einen haben Stuten keine Hengstzähne und somit vier Zähne weniger als Hengste. Sie kommen also auf 36 Zähne und Hengste auf 40. Es gibt auch Ausnahmen, bei denen Stuten mit hengstähnlichem Exterieur Hengstzähne haben. Ein weiterer Unterschied zeigt sich im Gebiet der Leiste. Die Stute hat im Gegensatz zum Hengst, abgesehen von einer kleinen Andeutung, keinen Processus vaginalis peritonaei. Der Leistenspalt wird also nur durch das Ligamentum teres uteri und einen schwachen Musculus cremaster durchsetzt, die dann an der Euterbasis enden. Zudem lässt sich das Geschlecht an dem Beckeneingang eines Pferdes erkennen. Stuten haben einen abgerundeten, durch die Linea terminalis begrenzten Beckeneingang, der im Quer und Vertikaldurchmesser länger ist als beim Hengst. Es gibt dafür keinen zusätzliches Tuberculum pubicum dorsale, der dem Tuberculum pubicum ventrale gegenüber liegt. Außerdem haben Stuten eine subkutan gelegene Sporader, die von der Achselgegend bis in die Leistengegend zieht. Sie ist besonders auffällig an Bauch und Thorax. Die Harnröhre (Urethra) der Stuten ist so kurz, weitlumig und dehnungsförmig, dass Probleme wie der Harnblasenvorfall oder Harnsteine manuell behoben werden können. Das ist beim Hengst nicht der Fall. Hier muss durch die geringere Größe chirurgisch vorgegangen werden.

#### Geschlechtsorgane der Stute
Das Euter (Uber) ist je nach Trächtigkeitszustand unterschiedlich geformt und groß. Es besteht aus dem Corpus Mammae und der Zitze (papilla mammae).
Die paarigen Eierstöcke (Ovarien) liegen in der Höhe des fünften Lendenwirbels, handbreit kaudal der Nieren und handbreit kranioventral des Hüfthöckers. Stuten haben im Gegensatz zu anderen Säugetieren ein inverses Ovar. Das bedeutet, dass die gefäßreiche Zona vasculosa im Rindenbereich aufzufinden ist und die Zona parenchymatosa mit den Funktionsgebilden, dem Follikel und dem Gelbkörper im Mark des Ovars.
Die Eileiter (Tuba uterina) sind mäanderartig gewunden und verlaufen längs der Körperachse von der Ovulationsgrube zum Uterushorn. Sie hängen am Eileitergekröse (Mesoalpinx).
Die Gebärmutter (Uterus) liegt mit ihren ca. 25 cm langen Hörnern vollständig und mit ihrem fast genauso langen Corpus uteri fast vollständig in der Bauchhöhle.
Die Vagina ist genauso lang wie der Corpus uteri und liegt unter dem Enddarm und dorsal von Harnblase und Harnröhre.

### Zucht

#### Genetik
Die Genetik beschäftigt sich mit den nach bestimmten Gesetzen ablaufenden Vorgängen der Vererbung. Dabei ist der Erbträger der Stuten im Zellkern enthalten und hilft bei der Bestimmung des Zuchtwerts mit.
Um das Erbgut natürlich zu übertragen, muss es zu der Befruchtung kommen. Dabei werden die Informationen von Ei- und Samenzelle in der befruchteten Eizelle zusammengeführt. Die körperliche Entwicklung wird durch die Längsteilung der Chromosomen mit identem genetischem Inhalt und somit der Weitergabe der DNA an jede weitere Zelle ermöglicht. Insgesamt haben Pferde 64 Chromosomen. Die Heterosome (geschlechtsspezifische Chromosomen) unterscheiden sich jedoch bei Hengst und Stute. Stuten besitzen zwei X-Chromosomen. Als geschlechtsreif wird eine Stute angesehen, die in den Keimdrüsen aus Körperzellen befruchtungsfähige Keimzellen produziert. Die genetische Information der Eltern wird so zu einer Informationseinheit, die weitergegeben werden kann.

#### Populationsgenetik
Die Populationsgenetik beschäftigt sich unter anderem mit der Vererbung von Leistungsmerkmalen.
Es gibt qualitative Merkmale, die relevant für den Zuchtwert einer Stute sind. Einige davon sind: Farbe des Tieres, Geschlecht, korrektes Gebäude, gute Aktion, Temperament, Charakter und die Grundgangarten. Dazu wird zum einen in das Interieur eingeteilt, also Eigenschaften wie Intelligenz, Nervosität, Schreckhaftigkeit, Gesundheit, Konstitution und Leistungsbereitschaft. Außerdem ist es wichtig, dass die Stute den Rasse-, Familien- und Geschlechtstyp präsentiert. Auch das Exterieur spielt eine Rolle und lässt sich folgendermaßen unterteilen: Kopf, Augen, Zungenstrecker, Nüstern, Zahnalter, Ganaschen, Genick, Hals, Widerrist Brustkorb, Rücken, Nieren- oder Lendenpartie, Kruppe und Schweif; Vordergliedmaßen, Schulter, Vorarm, Vorderfußwurzel, Vordermittelfuß, Fesselkopf, Vorderfesseln; Hintergliedmaßen, Sprunggelenk, keine Faßbeinigkeit/Kuhhessigkeit, keine Hasenhacke/verletzte Linie, Piephacke oder Rehbein, Hintermittelfuß und Fessel, Überbeine und Gallen, Fesseln, Hufe, Bockhufe und Bärenfüßigkeit. Die Bewegung einer Stute, also der Gang und die Größe, sind ebenfalls wesentliche Faktoren für den Zuchtwert. Beim Gang kommt es vor allem auf die Korrektheit und die Mechanik an, was sich wiederum mit dem Exterieur verbinden lässt. Zudem wird der Antrittswille beurteilt. Was jedoch grundlegend für eine gute Bewertung ist, ist die organische und geschlechtliche Gesundheit des Lebewesens. Wenn all diese Eigenschaften beurteilt wurden, sollen die Mängel und Vorteile durch einen passenden Hengst ergänzt werden. Hierbei wird auch auf die Vererbbarkeit der Eigenschaften einer Stute geschaut, was sich durch die Untersuchung bereits vorhandener Nachkommen feststellen lässt.
Um diesen Zuchtwert festzustellen, gibt es verschiedene Verfahren. Die Leistungsprüfung ermittelt die Eigenleistung von Pferden im Rahmen der Feststellung von Zuchtwerten. Die Zuchtstutenprüfung bezieht die Grundgangarten, das Interieur und die Leistungen im Freispringen mit ein. Es kann auch eine Zuchtwertschätzung anhand von Turniersportergebnissen gemacht werden. Alle Verfahren beurteilen eine Stute im Stand und im Gang. Bei Letzterem kann das Pferd an der Hand oder unter dem Sattel präsentiert werden. Wenn eine Zuchtstute eine überdurchschnittliche Gesamtnote in der Bewertung erzielt, wird diese in das Leistungsstutbuch aufgenommen. Eine weitere Einteilung nach Abstammung und Bewertung auf einer Schau kann in dem Vorbuch, Stutbuch und Hauptstutenbuch gesucht werden. Hochprämierte Stuten können als Elitestuten oder Staatsprämienstuten ausgezeichnet werden.
In Deutschland sind diese Aufgaben vor allem von den Zuchtverbänden zu erledigen. Die Verbände sind eingetragene Vereine und somit privatrechtliche Zusammenschlüsse. Sie beschäftigen sich vor allem mit der Zucht einer jeweiligen Spezialrasse. Dabei sind einige ihrer Aufgaben die Führung des Stutbuches, die Identifikation von Zuchttieren und deren Nachzucht, die Ausstellung von Abstammungsnachweisen, die Erarbeitung und Durchführung von Zuchtprogrammen, die Selektion von Zuchttieren, die Organisation und Durchführung von Leistungsprüfungen und die Beratung der Züchter. Diese Aufgaben werden unter Beachtung von aktuellen wissenschaftlichen Erkenntnissen und erprobten Methoden aus der Praxis durchgeführt.
Die bereits erwähnte Zuchtwertschätzung gibt eine Aussage über den erblichen Einfluss eines Tieres auf seine Nachkommen ab. Dabei ist es das Ziel eine Rangordnung der Tiere von einer Population gemäß ihrem züchterischen Wert zu erstellen. So kann man positive Eigenschaften fördern und negative Ausprägungen herauszüchten. Es ist jedoch zu beachten, dass der Zuchtwert lediglich eine Wahrscheinlichkeit darstellt und durch die Erblichkeit der betreffenden Eigenschaften oder die Umweltverhältnisse beeinflusst werden kann. Der Zuchtwert unterscheidet sich dabei von dem Nutzwert, der nur die Eigenleistung und nicht das genetische Potential begutachtet. Die allgemeinen Ziele, die bei der Zucht mit einer Stute gewünscht sind, werden Zuchtziele genannt. Eine Stute soll die angestrebten Idealmodelle einer Rasse oder einer Nutzungsrichtung verkörpern. Dabei orientiert man sich an der Ethik, Ökologie und Ethologie. So wird auf die Moral, die Beziehung zur Umwelt und die Verhaltenslehre Rücksicht genommen. Grundsätzliche wird auf Leistungspferde abgezielt. Dabei wird Schönheit als dem jeweiligen Nutzungszweck wünschenswerten und notwendigen Körperformen entsprechend verstanden. Wenn eine Leistungs- oder Nutzungsrichtung als Ziel gilt, spricht man von einseitigen Zuchtzielen, bei mehreren Richtungen von kombinierten Zuchtzielen.
Um ein optimales Ergebnis zu erzielen, gibt es verschiedene Zuchtmethoden. Diese beschäftigen sich alle mit der überlegten Auswahl von Paarungspartnern und schließen dabei die Selektion von gefallenen Nachkommen mit ein. Das kann dazu führen, dass Eigenschaften erhalten oder verbessert werden. Je nachdem spricht man dann von Erhaltungs- oder Verbesserungszucht. Man unterscheidet die jeweiligen Methoden nach: Auslesezüchtung, Reinzucht, Linienzucht und Inzucht, Veredelungskreuzung und Gebrauchskreuzung. Zudem gibt es die erwähnte Erhaltungszucht und Verbesserungszucht.

#### Rosse und Decken
Es gibt unterschiedliche Bedeckungsformen, die praktiziert werden. Die Bedeckung im Herdenverband ist die natürlichste Form der Fortpflanzung. Zudem gibt es noch den Sprung aus der Hand und die Samenübertragung mit Frischsamen oder Tiefgefriersperma. Dabei muss vor allem auf die Aufnahmefähigkeit der Stute geachtet werden. Diese werden alle drei Wochen rossig und zeigen das vor allem im Frühjahr und Frühherbst sehr deutlich. Erkennbar ist die Rosse an dem veränderten Verhalten der Stute, der leicht geröteten Schleimhaut und dem sogenannten Blitzen (Öffnen und Schließen der Scheide). Die Dauer der Rosse ist dabei von Stute zu Stute unterschiedlich. Die Chancen einer Befruchtung steigen am Ende der Rosse an. Dies ist feststellbar durch eine Zervixtupferprobe.
Ein weiterer Faktor, der in die Aufnahmefähigkeit der Stute mit einberechnet werden muss, ist das Alter der Stute. Es gibt die Behauptung, dass Stuten nie zu alt für die Zucht sind. Trotzdem gilt die Aufnahmebereitschaft einer Stute ab dem 16. Lebensjahr bei dem ersten Fohlen als äußerst niedrig. Wenn die Stute jedoch schon in jungen Jahren ein Fohlen bekommen hat und dann später erneut gedeckt werden soll, stellt das in der Regel kein Problem dar.[5] Also ist es zu empfehlen eine Stute möglichst früh das erste Mal zu decken, weil das Aufnehmen und Abfohlen problemloser funktioniert je jünger die Stute ist. Es ist aber auch nicht zu befürworten, eine Stute vor ihrem dritten Lebensjahr zu decken. Die Stute ist dann noch nicht ausgewachsen und kann durch die zusätzliche Belastung einer Trächtigkeit Entwicklungsprobleme bekommen.
Die Biotechnik beschäftigt sich mit fortpflanzungsbiologischen Maßnahmen.
- Künstliche Besamung: Die künstliche Besamung stellt dabei ein schon sehr früh praktiziertes Verfahren dar. Die erste künstliche Samenübertragung bei Stuten war nämlich schon im 14. Jahrhundert erfolgreich. Seit es 1964 möglich gemacht wurde Sperma in flüssigem Stickstoff zu konservieren (TGN2-Verfahren), wird die Maßnahme immer häufiger verwendet. Die Durchführung einer künstlichen Besamung fängt bei den Besamungsstationen an. Diese bestehen aus einem fahrbaren Phantom mit einer künstlichen Scheide und dienen der Spermagewinnung.[2][4] Der gewonnene Samen wird untersucht, verdünnt, abgekühlt und portionsweise bei −197 °C tiefgefroren. Dabei werden immer wieder stichprobenartige Kontrollen zur Gewährleistung der Qualität durchgeführt. Bei der eigentlichen Besamung wird dann der Samen aufgetaut und mit einer Besamungspistole unter der Fixierung des Gebärmutterhalses in die Stute eingeführt.[4] Durch die Nutzung dieses Verfahrens kommt es zu einer sehr strengen Selektion von Hengst und Stute, die Zuchtwertschätzung wird sicherer und der Erfolg der Zuchtprogramme optimiert. Der Hengst kann für die Stute anhand der Eigenschaften perfekt ausgesucht werden, weil die Grenzen von Raum und Zeit überschritten werden. Trotz dessen kommt es zu einer Einengung der genetischen Vielfalt.[4][5] Die vielen Vorteile führen zu einer Priorisierung des Verfahrens in der Traber- und Reitpferdezucht. In der Vollblutzucht ist die Methode dagegen verboten und in der Ponyzucht von keiner großen Bedeutung.[2][5]
- Multiple Ovulation mit Embryotransfer (MOET): Die Multiple Ovulation mit Embryotransfer kann die Zahl der Nachkommen von überdurchschnittlich veranlagten Stuten über die natürlichen Möglichkeiten der Vermehrung hinaus erhöhen. Es kommt zu einer Verkürzung des Generationsintervalls. Zudem wird die Wahrscheinlichkeit der Zuchtwertschätzung erhöht, weil es mehr Voll- beziehungsweise mütterliche Halbgeschwister gibt. Bei dem Verfahren wird im ersten Schritt der Embryo gewonnen. Die Spendertiere werden selektiert und durch eine Hormonbehandlung zur multiplen Ovulation gebracht. Diese werden dann mit dem Samen eines ausgewählten Hengstes besamt. Einige Tage danach werden die Embryonen ausgeschwemmt. Im nächsten Schritt werden die Embryonen unter dem Mikroskop nach ihrer Qualität beurteilt. Taugliche Embryonen werden dann auf zyklusgleiche Empfängertiere übertragen. Dieses Vorgehen nennt man dann Embryonentransfer. Wenn taugliche Embryonen nicht direkt übertragen werden können, werden diese auch oft tiefgefroren. Nach einer solchen Embryonenkonservierung liegt der Trächtigkeitserfolg aber nur bei 50 Prozent. Um einen Embryo zu konservieren, gibt es sogenannte Embryonendatenbanken. Hier werden Embryonen konserviert und verkauft, die ein beträchtlich über dem Durchschnitt liegendes Genmaterial haben.[4]
- In-Vitro-Fertilisation: Wenn eine In-Vitro-Fertilisation eingeleitet wird, entnimmt man unbefruchtete Eizellen. Diese reifen in-Vitro und werden dann mit dem Sperma befruchtet. Im Anschluss erfolgt die In-Vitro-Kultivierung, die im Endeffekt den Embryo ergibt. Dieser wird dann der Stute eingepflanzt.[4]
- Genomanalyse: Die Genomanalyse dient der Gewinnung des genomischen Zuchtwerts. Hierbei werden genetische Marker (CHIPs) mit bestimmten Eigenschaften/Leistungen angeschaut.[4]
- Erbfehlerdiagnostik: Bei der Erbfehlerdiagnose werden die Anlagen der Erbfehler diagnostiziert, um betroffene Tiere von der Zucht auszuschließen.[4]
- Marker-assistierte Selektion (MAS): Die Marker-assistierte Selektion dient der Ermittlung der Genorte, die mit bestimmten Leistungen oder Eigenschaften verbunden sind.[4]

### Verlauf der Trächtigkeit

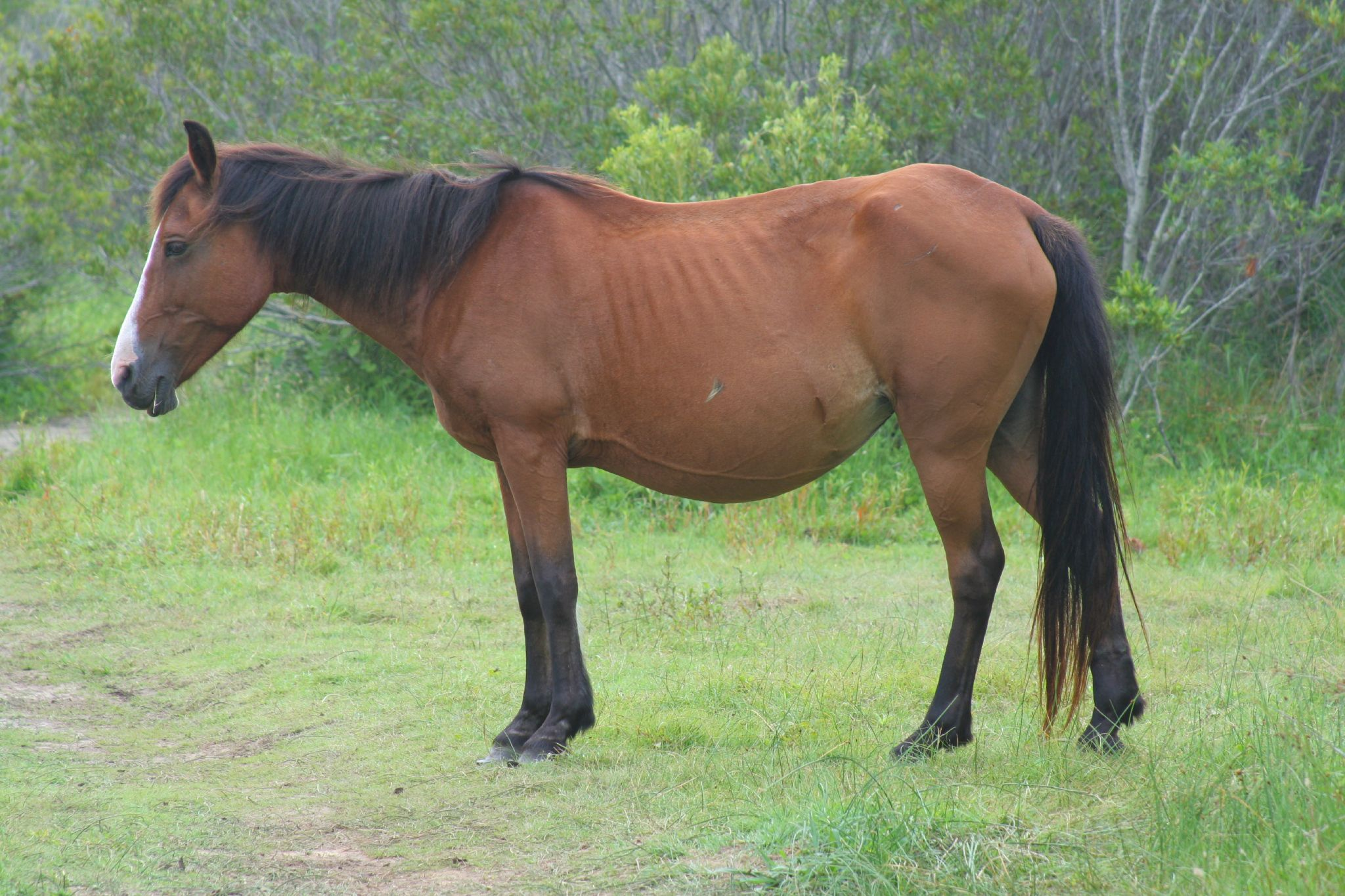
Trächtige Banker-Horse-Stute. Trotz der Trächtigkeit sieht man den mageren Ernährungsstand der Stute.

Die Stute ist durchschnittlich zwischen 320 und 360 Tage lang tragend. Es gibt diverse Methoden der Trächtigkeitsdiagnostik. Bereits nach 14 bis 18 Tagen nach der Deckung kann ein Arzt per Ultraschall feststellen, ob die Stute tragend ist. Eine Untersuchung des Blutes ist ungefähr ab dem fünfundvierzigsten Tag möglich und eine Urinuntersuchung ab Tag 120.
Wenn eine Befruchtung stattfindet – die Ovulation ist an Tag 0 –, tritt der Embryo sechs Tage später in die Gebärmutter ein. Beinahe jede Trächtigkeit beginnt als Zwillingsträchtigkeit, welche sich dann auf eine Einlingsträchtigkeit reduziert. Dies findet zwischen dem siebten und elften Tag statt. Bereits am neunzehnten Tag gibt es ein sich entwickeltes Herz und Kreislaufsystem. Die Größe einer Faust erreicht der Embryo nach sechs Wochen. In den weiteren Monaten bilden sich die Organe weiter aus. Nach ungefähr 80 Tagen richten sich der Kopf und der Hals in die richtige Position ein. Die Mähnenhaare und der Schweif beginnen nach etwa 220 Tagen zu wachsen. Vom fünften bis zum achten Monat befindet sich die Stute im sogenannten Senkungsstadium. Die Gebärmutter senkt sich bei diesem Vorgang nach vorne unter die Baucheingeweide ab. Im letzten Drittel findet das Größenwachstum des Fohlens statt.
Während eine Stute tragend ist, gibt es diverse potentielle Komplikationen. Es können sich Bakterien in der Gebärmutter befinden. Fiebrige Erkrankungen oder auch Unfälle sind weitere mögliche Probleme, die auftreten können. Des Weiteren ist besonders bei tragenden Stuten auf die richtige Fütterung zu achten und Überanstrengungen der Stute zu vermeiden.
Die Rosse der Stute findet normalerweise alle 21 Tage statt und dauert sieben bis neun Tage an. Beides ist abhängig von der Jahreszeit, Veranlagungen, Klima, Ernährung und Haltung. Auch die Paarungsbereitschaft der Stute hängt stark von der Jahreszeit ab. Sie ist von Mai bis Juli am höchsten. Zeichen der bevorstehenden Rosse sind geschwollene Schamlippen und das Absetzen kleiner Mengen von schleimvermengtem Harn. Die Stute legt zudem den Schweif zur Seite und blitzt mit der Klitoris. Nur während der Rosse nimmt die Stute den Hengst an.
Die Stute sollte man frühestens im Alter von drei Jahren decken lassen, da die Muskulatur und das Skelett sonst zu schwach sind, um ein Fohlen tragen zu können.

### Geburt

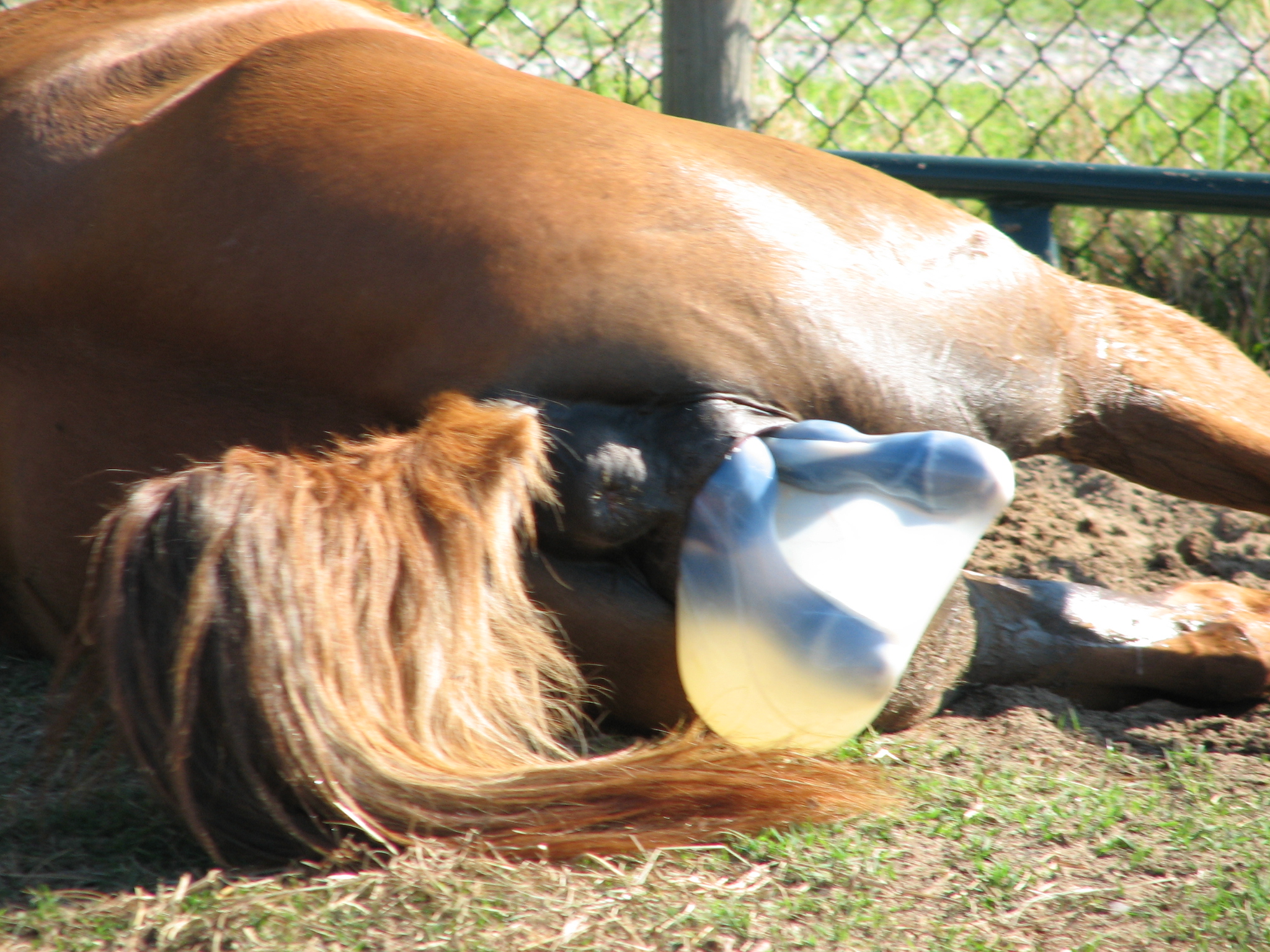
Stute gebärt Fohlen

Vor der herannahenden Geburt gibt es einige Zeichen, die auf diese hindeuten. Der Euter der Stute schwillt an und ein sogenannter Harztropfen bildet sich an dessen Zitzen. Bei manchen Stuten kommt es zum Milcheinschuss. Ein weiteres Zeichen ist das Einfallen der Beckenbänder.  Vor der Geburt ist die Stute normalerweise unruhig.
Die Geburt beginnt mit der Eröffnungsphase. Das Fohlen wird in die Geburtslage gedreht. Dabei dreht es sich um 180 Grad in die Vorderlage, sodass die vorderen Gliedmaßen in Richtung Muttermund liegen. Gleichzeitig findet eine Streckung von Kopf und Vorderbeinen statt. Die Geburtswege weiten sich und die Wasserblase wird zur Eröffnung der Geburtswege in Richtung Muttermund geschoben. Die gesamte Eröffnungsphase kann einige Stunden dauern. Anschließend kommt es zur Austreibungsphase. Presswehen setzten dabei alle zwei bis drei Minuten ein und dauern jeweils drei bis vier Minuten an. Daraufhin wird die Fruchtblase mit dem Fohlen darin sichtbar. Die vorderen Gliedmaßen schieben sich zuerst aus dem Muttermund, darauf folgt der Kopf und die Schultern. Die Eihaut reißt normalerweise automatisch oder das Fohlen befreit sich von selbst, um atmen zu können. Im Falle, dass die Eihäute nicht platzen sollten, müssen sie geöffnet werden, da das Fohlen sonst ersticken würde. Normalerweise sind Geburtshilfen allerdings nicht nötig. Die eigentliche Geburt ist meist nach zehn bis 30 Minuten vorüber.
Fast immer findet eine Geburt nachts zwischen 23:00 und 03:00 Uhr statt, da die Stute Ruhe braucht. Die Nachgeburt geht zügig darauf ab. Das restliche Fruchtwasser und die Nachgeburt werden durch Kontraktionen der Gebärmutter hinausbefördert. Die Mutter leckt das Fohlen kurz nach der Geburt mit der rauen Zunge ab, um es vom Schleim der Eihäute und der Feuchtigkeit zu befreien. Die Nabelschnur reißt normalerweise von selbst ab. Falls dies nicht geschieht, wird sie abgedreht und anschließend auf seitens des Fohlens in eine Jodtinktur oder eine andere desinfizierende Flüssigkeit getunkt. Der Muttermund schließt sich nach ungefähr zwei bis drei Stunden.
Das Fohlen ist normalerweise innerhalb einer Stunde auf den Beinen und beginnt zu saugen. Bei den ersten Aufstehversuchen fällt es oft hin, was jedoch die Muskulatur des Fohlens stärkt und somit sehr wichtig ist. Direkt nach der Geburt wiegt es zwischen 30 und 60 kg und misst, je nach Rasse, zwischen 75 und 145 cm.
Die erste Milch, Kolostralmilch genannt, ist für das Fohlen lebenswichtig. Es enthält neben Vitaminen, Mineralien, Enzymen und Wachstumsfaktoren auch viele Immunglobuline, die notwendig für den Aufbau der Widerstandskraft gegen bestimmte Krankheiten sind. Das Fohlen sollte innerhalb der ersten vier Stunden nach der Geburt die Milch der Stute getrunken haben, da die Darmwand des Fohlens nur für eine begrenzte Zeit durchlässig für die wichtigen Antikörper im Kolostrum ist. Im Falle, dass die Mutter sterben sollte, gibt es eine Reihe von Alternativen zur Kolostralmilch.

### Evolution

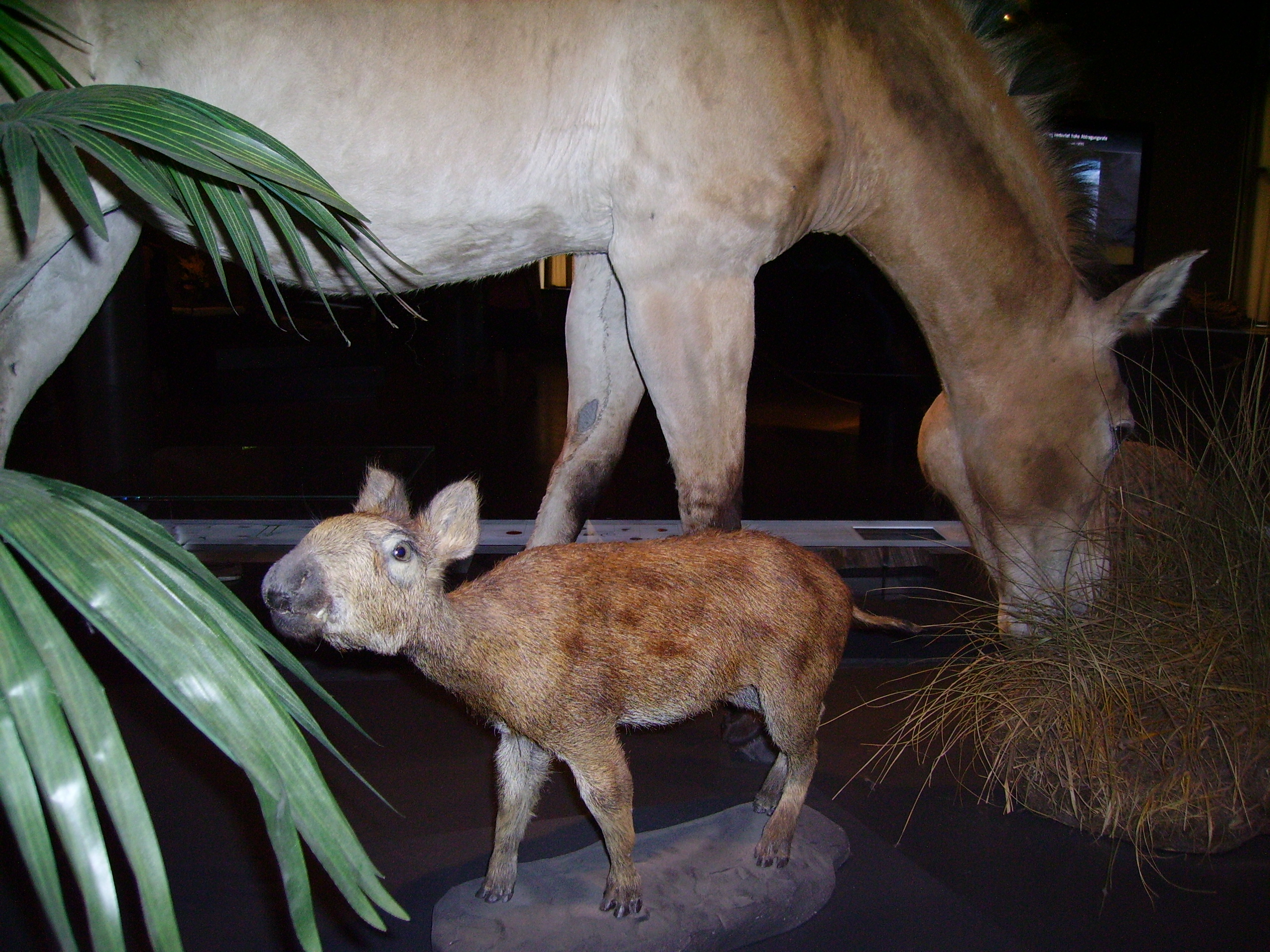
Nachbildung eines Urpferds neben einem rezenten Pferd

Die älteste bekannte Vorfahrin der Stute ist eine Urpferd-Stute der Gattung Eurohippus messelensis. Paläontologen fanden die etwa 48 Millionen Jahre alte Versteinerung in der Grube Messel. In dem gut erhaltenen Fossil wurde ein Fötus in der Gebärmutter des Urpferdes entdeckt. Forscher entdeckten, dass es sich dabei um die älteste und die am besten erhaltene Gebärmutter mit Mutterkuchen (Uteroplazenta) hält. Der Fund zeigt, dass die Evolution der modernen Gebärmutter bereits im Paläozän oder noch früher stattfand. Der Fortbewegungsapparat des Pferdes hat sich dagegen noch stark entwickelt. Das Urpferdchen war etwa 30 bis 40 cm hoch und besaß 14 Zehen, je vier an den hinteren und drei an den vorderen Füßen.

### Nutzung
Pferdestuten werden in verschiedenen Bereichen genutzt:
- Pferdesport: Eine Besonderheit im Pferdesport ist, dass es, außer beim Voltigieren, keine Geschlechtertrennung gibt. Frauen und Männer treten gleichgestellt gegeneinander an. Auch die Tiere werden nicht nach der Rasse oder dem Geschlecht getrennt. Hinsichtlich ihrer Größe werden die Tiere aber in Pferde und Ponys unterteilt: ab 1,49 m ist es ein Pferd.[11][14][15]
- Therapeutisches Reiten[13]
- Pferdegestütze Pädagogik: Die Pferdegestützte Pädagogik dient der Verständigung mit dem Pferd sowie der Pflege und Versorgung des Tieres. Indem die Fähigkeiten erlernt werden, die im Umgang mit dem Pferd erforderlich sind, sollen soziale Fähigkeiten des Menschen verbessert werden. Kinder und Jugendliche sollen außerdem emotional und kognitiv gestärkt werden. Langfristig kann das Pferd so helfen, einer traumatischen Erfahrung mit dem Erlangen von neuem Selbstbewusstsein entgegenzuwirken[16]

## Kamelstute

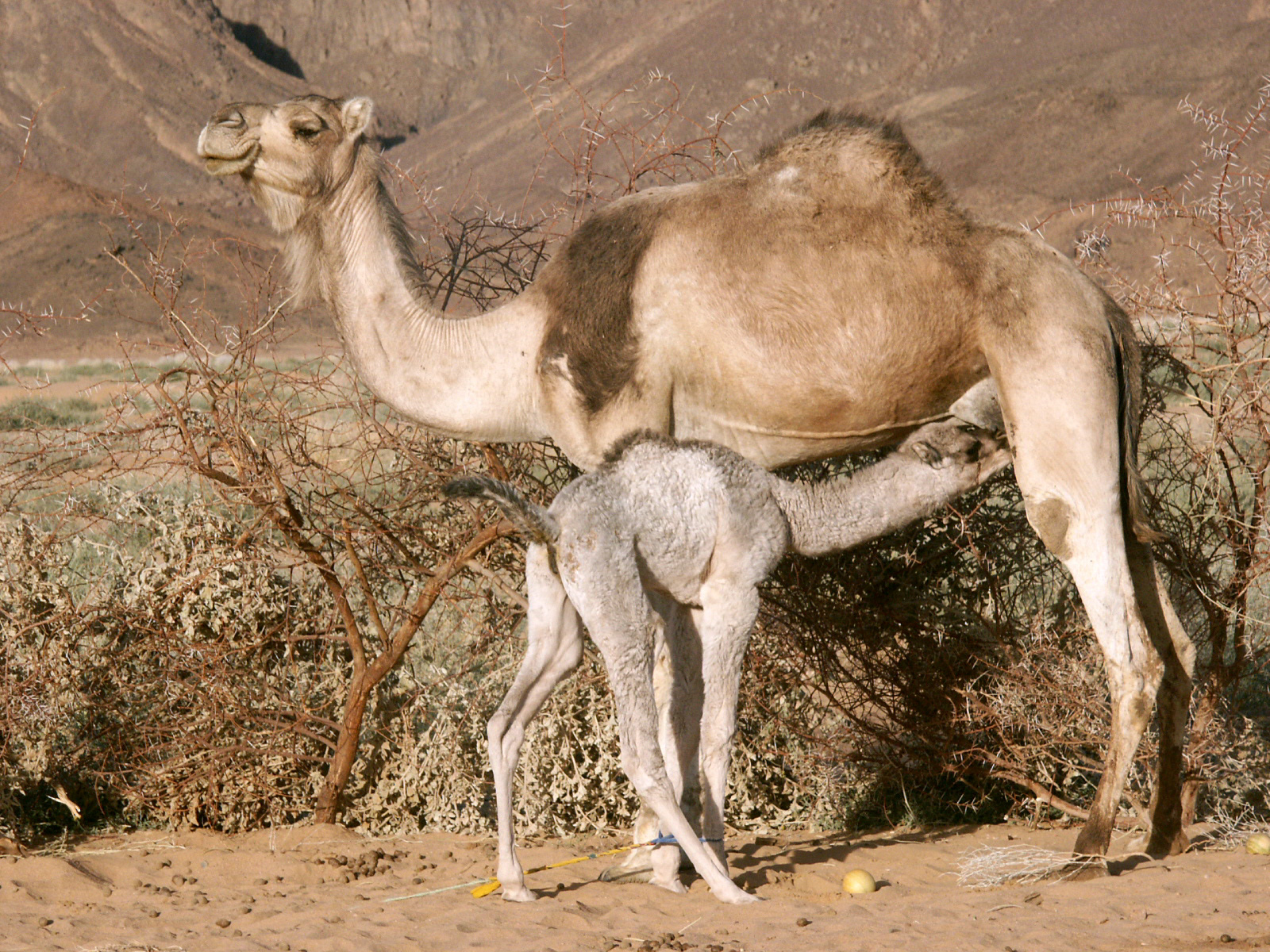
Kamelstute mit säugendem Fohlen

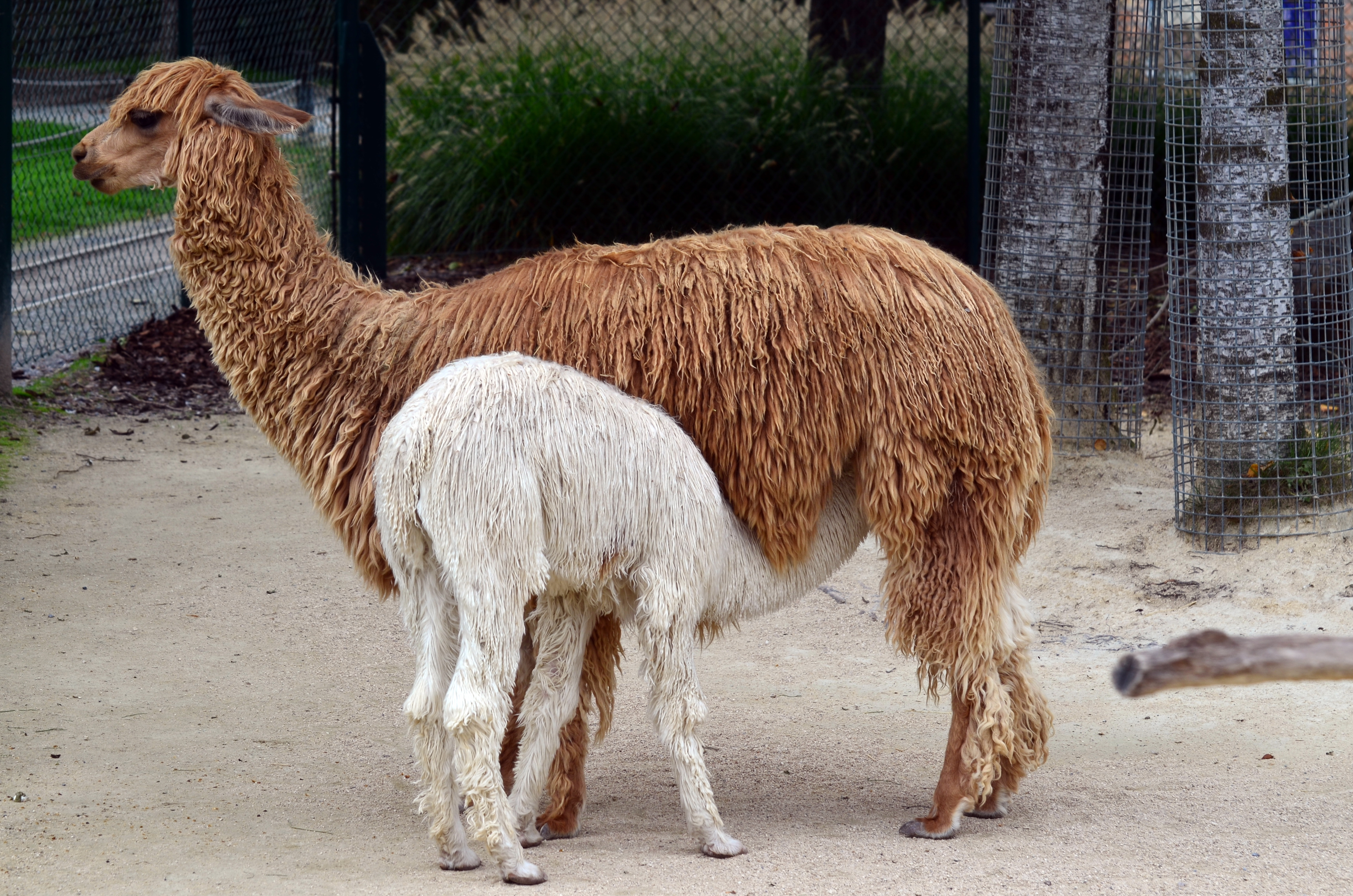
Alpakastute mit Fohlen im Zoo

Der Begriff „Stute“ bezeichnet auch das weibliche Tier der Kamele (Camelidae). Diese haben eine Tragzeit von etwa 390 bis 410 Tagen. Diese variiert von Stute zu Stute und ist zudem von der Jahreszeit stark abhängig. Die Ernährung spielt bei der Tragezeit und dem Geburtsgewicht des Kalbes vermutlich keine Rolle.
Die Stute bringt meist ein Kalb zur Welt, das nach der Geburt bereits nach 15 bis 30 Minuten problemlos der Herde folgen kann. Sie lässt sich zwei bis drei Wochen nach dem Gebären erneut decken und säugt das Jungtier bis zur Geburt des nächsten Kalbes.
Bei beinahe jeder Kamelart fällt jedes vergleichbare Körperteil der Stute kleiner aus, als die des männlichen Pendants. Der Euterlängenbereich misst zehn bis 50 cm und die Zitzenlänge variiert zwischen einem und 26 cm. Die Stute wird durchschnittlich zwischen 158 cm und 272 cm groß.
Die Milch der Kamelstute wird auch in anderen Weisen genutzt. Oft wird sie auf dem lokalen Markt verkauft oder für den Eigenverbrauch des Herstellers genutzt.